# Platylabus clarus
Platylabus clarus är en stekelart som först beskrevs av Cresson 1867.  Platylabus clarus ingår i släktet Platylabus och familjen brokparasitsteklar. Inga underarter finns listade i Catalogue of Life.